# TeleZüri
TeleZüri est une chaîne de télévision locale suisse. Ses studios sont installés à Zurich, dans le Canton de Zurich.

## Histoire de la chaîne
La chaîne fut créée par Roger Schawinski en 1994. Après quelques années, Belcom Holding SA entra dans le capital de TeleZüri. Depuis 2001, elle est détenue par le groupe de presse Tamedia AG qui détient également le Tages-Anzeiger.
Le 31 octobre 2008, TeleZüri ne reçoit pas de concession de la part du Conseil Fédéral et se voit de facto privée de la redevance au profit de Tele Top. Le Conseil Fédéral a cependant estimé que la télévision zurichoise ne serait pas pénalisée et qu'elle pourrait continuer à exister sous sa forme actuelle. De plus, il a également estimé que si TeleZüri demandait une concession afin d'être obligatoirement reprise par les câblo-opérateurs, ce dernier lui assurerait son soutien.

## Organisation

### Dirigeants
- Directeur et Chef des programmes : Markus Gilli
- Rédacteur en chef : Claude Winet

### Diffusion
Au bénéfice d'une concession, la chaîne émettait dans tout le canton de Zurich, dans le canton de Glaris avec un débordement sur l'extrémité est de l'Argovie et à l'ouest de la Thurgovie. Depuis qu'elle n'est plus soumise à une concession octroyée à Tele Top, TeleZüri est diffusés sur Swisscom TV dans toute la Suisse.

## Émissions
- ZüriNews : informations régionales, nationales et internationales
- ZuriInfo : informations concernant la ville de Zurich
- ZüriTipp : émission culturelle
- ZüriWetter : météo
- TalkTäglich : talk-show sur l'actualité
- SonnTalk : émission hebdomadaire sur les thèmes d'actualité
- Lifestyle : émission sur le showbizz
- SwissDinner : émission de cuisine

## Audience
D'après IP Multimédias, TeleZüri a été regardée par 463 300 téléspectateurs quotidiens, ce qui fait de la chaîne, la télévision locale suisse la plus regardée. Toujours d'après IP Multimédia, le bassin de réception est estimé à 1 419 500 téléspectateurs.